# Втюрин, Игорь Сергеевич
Игорь Сергеевич Втюрин (19 декабря 1982) — российский футболист, полузащитник.
На профессиональном уровне дебютировал в 2002 году, сыграв в клубе второго дивизиона «Мострансгаз» Газопровод 14 игр и забив два гола.
В январе 2003 года в составе молодёжной сборной России провёл два матча против сборных США-2 (1:1) и Словении (1:0). Был заявлен как игрок «Факела-Воронеж», но в итоге перешёл в ярославский «Шинник», за дублирующий состав которого сыграл 24 матча, забил один гол. 2004 год начал в команде второго дивизиона «Ижевск» — 6 матчей, в августе подписал 1,5-летний контракт с белорусским клубом «Славия» Мозырь. До конца чемпионата провёл 9 матчей, в следующем году не выступал и завершил профессиональную карьеру.